# 갑진개혁운동
갑진개혁운동(甲辰改革運動)은 1904년 손병희 등 동학교도들이 일본과의 협력으로 개화를 추진한 운동이다.
이 운동은 제3세 교조 손병희의 지시에 따라 수만의 도인의 희생을 감수하면서 단발흑의(斷髮黑衣)로 혁신시위를 벌여 민족의 자각과 생활의 개화·혁신의 획기적인 기원을 이루었다.
1904년 8월 30일은 한국을 둘러싼 국제정세 속에서 풍전등화 같은 나라의 운명을 바로잡을 것을 표방하고 나선 진보회(進步會)란 단체의 창립일이었다.
전국 360여 개 지부가 일시에 개회되었으며, 20여만 명이 머리를 깎고 물들인 옷을 입고 개혁에 참가했다. 이 운동에 참가한 인원은 100만 명이 넘었으며, 그 기본 정신은 머리를 깎아 봉건정신을 없애고 물들인 옷을 입어 비생산적인 데서 생산적인 데로 이끌어 세계 신문화에 적극 참여하여 민권신장을 위해 조직이 필요하다는 데 있었다. 이것은 바로 외세로부터 이 나라를 구하며 백성을 편안케 한다는 것이기 때문이었다.